# علم التربية النفسية
علم التربية النفسية هو مزيج من فرعين من الفروع الرئيسية للدراسة، التربية وعلم النفس.
ومن بين أكثر الكتاب تأثيرًا في هذا المجال جان بياجيه وأوسابل وجيروم برونر وليف فيغوتسكي. كما قدمت ماري وارنوك إسهامات هامة في مجال التربية الخاصة وقدم كُتاب مثل جون دي كرومبولتز (برنامج DECIDES) إسهامات أخرى في التوجهات الأكاديمية والمهنية. وفي أسبانيا، يمكننا تسليط الضوء على أعمال رافائيل بيسكيرا ومانويل ألفاريز واي خيسوس ألونسو تابيا من بين العديد من الكتاب الآخرين.
تمد درجة علم التربية النفسية الطلاب بالأدوات اللازمة للمشاركة في
المراحل المختلفة وجميع مجالات عملية التعليم/التعلم.
ويمكن لهؤلاء المتخصصين التصرف مثل الأشخاص الذين يشاركون في عملية التعليم/التعلم
(الأطفال والمراهقون والمسنون والأسر...) بشكل مباشر أو غير مباشر من خلال
تصميم مواد الدعم اللازمة لجعل هذه العملية أسهل.
ويكمن الهدف الرئيسي لهذه الدرجة في تمكين الطلاب من وضع وتطوير أنشطة
وبرامج الإرشاد لمساعدة المجتمع التعليمي على تحسين وتجديد
العمليات التعليمية على حد سواء وخلق الظروف المناسبة لتنفيذها.
ومن أجل تحقيق ذلك، تهدف درجة علم التربية النفسية إلى تطوير المهارات الأكاديمية والشخصية
ومهارات العمل لجعل مهام علماء النفس التربويين أسهل. وتمكن هذه المهارات المتخصصين من
المعرفة والاطلاع والمشاركة في العملية التعليمية ومن حل
النزاعات التي قد تنشأ أثناء تطورها.

## محاضرة عن الجودة في التعليم
لقد كانت إعادة توجيه الخطابات الرسمية حول التعليم أمرًا بارزًا
مؤخرًا، حيث تؤثر إعادة التوجيه هذه عمليًا على جميع أبعاد نظام التدريس:
من النقاش حول مسؤولية الدولة عن توفير التعليم إلى تعريف
عمل المعلم. وبالإضافة إلى ذلك، ما يُعد منهجًا كافيًا أو اهتمامًا
بتنوع الفصول الدراسية يجب أيضًا أن يوضع في الاعتبار (بونال 1998: 188).
وقد استلزم المزيد من التركيز على جودة الأنظمة التعليمية
إعادة تعريف مبدأ المساواة. وعلاوة على ذلك، أصبحت المرونة أيضًا موضوعًا
متجددًا.
وتعكس نظرية رأس المال البشري الثقة العامة (الاجتماعية) والخاصة (الفردية)
في النظام التعليمي في الستينيات باعتبارها عاملاً من عوامل التنمية
والتقدم. وتصر هذه النظرية بشكل رئيسي على «كمية» التعليم: فكلما كان العمال أفضل استعدادًا،
ارتفعت إنتاجية العمل والنمو
الاقتصادي. ومع ذلك، فإن الإفراط في التعليم وبطالة الخريجين يعني
الإبطال الجزئي للنظرية وزيادة أقل للإنفاق العام
على التعليم (بونال 1998: 172). ومع ذلك، ظهرت عودة التعليم مؤخرًا
كعامل أساسي للنمو الاقتصادي والقدرة التنافسية
الدولية. ويمكن ملاحظة انتعاش الأهمية الاقتصادية للتعليم
في جميع الإصلاحات التعليمية في جميع البلدان وفي تقارير الوكالات الدولية
(بونال 1998: 172).
ويُعد العامل الرئيسي للتغيير الذي يتسم بأنه مسؤول عن هذا التوجه
هو التغيير التقني والاقتصادي والاجتماعي والثقافي الذي يحدث
والذي أنشأ ما يُسمى بـ «مجتمع المعلومات». كما أن الثورة التقنية في المعلومات، 
نظرًا لقدرتها على اختراق جميع مجالات النشاط البشري، هي 
نقطة البداية في تحليل الاقتصاد التدريبي الجديد والمجتمع
والثقافة. ولكن هذا لا يعني الحتمية التقنية الجديدة (كاستلز
1999 مجلد 1: 31). فمن ناحية، سمحت الثورة التقنية في المعلومات بظهور
عملية أساسية في إعادة تنظيم الرأسمالية بدءًا من
الثمانينيات. وقد تسبب هذا، من بين أمور أخرى، في وجود أشكال جديدة لإعادة تنظيم العمل. ومن
ناحية أخرى، لا تؤثر التحولات في مجتمع المعلومات على
المجالين الاقتصادي والعمالة فقط ولكن أيضًا على العلاقات الاجتماعية والثقافية وكذلك علاقات
القوة بين الفئات الاجتماعية. وربما كانت إحدى الظواهر المثيرة للجدل بين
الخريجين، سوق العمل وجودة التعليم (LABOUR MARKET AND TEACHING QUALITY) في
17 مجتمعًا جديدًا، هي العولمة. تؤثر العولمة على جميع المجالات وأيضًا جميع المجموعات
والأفراد، ولكن ليس بنفس القدر لأنها تخلق أشكالاً جديدة للاستبعاد الاجتماعي. ولكن ما أوجد
حقًا التغيير التقني الجديد هو إحياء الخطاب السياسي
لتقدير رأس المال البشري، وهو الجدل المثار حول تأثير التقنيات الجديدة
على كمية ونوعية العمالة التي أوجدوها أو دمروها. وما لا شك فيه،
بالرغم من ذلك، هو التأثير الذي تمتلكه الآن الأشكال التنظيمية الجديدة بعد فورد
والتأثير الذي ستمتلكه في المستقبل على الأنظمة التعليمية. وهذه هي التعديلات التي تؤثر على
الأنظمة ذات الرسائل الأربع للمعرفة التعليمية: المناهج الدراسية والتربية والتقييم
والإدارة والتنظيم (بونال 1998: 174–176).
كما يمكن وضع الإصلاحات التعليمية في المجتمعات المعاصرة في هذا السياق
وكذلك تركيز خطابها على الجودة والمرونة (بونال 1998: 177).

## مجال العمل
المجالات التي يمكن أن يعمل بها خريج علم التربية النفسية هي كالتالي:
- الخدمات العامة والخاصة أو مؤسسات رعاية الأطفال والشباب

وأسرهم.
- الشركات الخاصة:

- خبير تدريب.
- الموارد البشرية أو مدير الموارد البشرية.
- خبير تسويق.
- الخدمات التعليمية أو شركات النشر (مادة للتعلم عن بعد أو التوجيه

مواد التعلم الذاتي أو تقديم المشورة أو التدريس، وما إلى ذلك).
- وسائل الإعلام العامة: الإذاعة والتلفزيون والصحافة.
- البحوث.
- العمل المستقل.
- التحفيز المبكر.

فيما يتعلق بإدراج عمل، هناك ثلاثة أشياء يجب وضعها في الاعتبار:
أ) في الوقت الحاضر، إن خدمات التوجيه التعليمية والنفسية التربوية والمهنية
المتخصصة (SEOEPP) في مجتمع فالنسيا هي أقسام التوجيه بالمدارس الثانوية،
والخدمات النفسية التربوية بالمدارس (SPE) وفرق الخبراء.
ب) يمكن أن تعمل هذه الخدمات أيضًا في السياقات التعليمية غير الرسمية.
جـ) تقدم الجامعات تقييمًا للطلاب والمعلمين وتقديم المشورة
وخدمات التعليم المستمر.